# Ilia Iachine
Ilia Iachine (en russe : Илья́ Вале́рьевич Я́шин, Ilia Valerievitch Iachine), né le 29 juin 1983 à Moscou (RSFS de Russie, URSS), est un militant et homme politique russe. Il est député et président du conseil des députés de l'arrondissement de Krasnosselski du 7 octobre 2017 au 27 juillet 2021.
Iachine s'est fait connaître en tant que leader des mouvements Oborona et Iabloko et pour son engagement et sa participation à de nombreux meetings et actions de protestations. Depuis 2006, il est membre du bureau fédéral de Iabloko. Il en est exclu le 18 décembre 2008, à la suite de son engagement dans la direction du parti Solidarnost. D’après lui, son exclusion tient plutôt à ses critiques ouvertes envers les autres dirigeants et à son étroite collaboration avec Boris Nemtsov.
À partir de 2010, il s'engage dans le mouvement Parti de la liberté du peuple, qu'il quitte en décembre 2016. En 2022, il est arrêté et emprisonné en raison de sa dénonciation de l'invasion de l'Ukraine par la Russie et des crimes commis à l'encontre de civils ukrainiens à Boutcha. Il est libéré le 1er août 2024 lors d'un échange de prisonniers.

## Biographie
Ilia Valerievitch Iachine est né à Moscou en 1983, de parents issus de la classe moyenne ayant reçu une éducation d’ingénieurs et travaillant à l'Institut de recherche radio-physique de Moscou. Son père lance une petite entreprise familiale dans les années 1990, aidé en cela par sa mère.
Après avoir terminé ses études secondaires avec une spécialité en langue et littérature russe, il entre en 2000 à la Faculté de Sciences politiques de l’Université Internationale de Moscou,. Il reçoit son diplôme en 2005 après une thèse de maîtrise intitulée Organisation et procédés de protestations dans la Russie contemporaine. À partir de 2007, il se lance dans une thèse de sciences politiques sous la direction de Ioulia Nisnievitch à l'École des hautes études en sciences économiques.

### Iabloko
Sa carrière politique débute en 2000 dans la branche moscovite des jeunesses du mouvement Iabloko, alors un réseau, peu actif, de groupes politiques au sein des grandes villes. Grâce à son engagement remarqué, il devient en 2001 le leader de la branche moscovite et en 2003 il est élu à la branche régionale de Iabloko. À la suite des résultats décevants du parti aux élections législatives russes de 2003, il se fait dans Iabloko une distinction très nette entre les tenants de la ligne traditionnelle du parti - représentée par Grigori Iavlinski et Sergueï Mitrokhine, et les partisans d'une alliance avec les autres partis anti-système, au nombre desquels se trouvent Iachine et le directeur de la branche de Saint-Pétersbourg de Iabloko, Maxime Reznik.
Iachine est finalement exclu du parti Iabloko en décembre 2008.

### Solidarnost, PARNAS
Iachine est alors un des fondateurs du mouvement politique Solidarnost dont il est membre du bureau politique avec Boris Nemtsov et Garry Kasparov.
En tant que responsable de Solidarnost, il devient en 2010 membre de l'alliance RPR-PARNAS, qu'il quitte en 2016.
Il participe activement aux marches et rassemblements organisés entre 2011 et 2017 en opposition au pouvoir en place en Russie. Il participe ainsi aux rassemblements de décembre 2011 pour des élections justes.
En 2012, il est élu au conseil de coordination de l'opposition russe.

### Député municipal
En septembre 2017, Ilia Iachine et six autres membres de Solidarnost sont élus députés municipaux dans deux arrondissement de la ville de Moscou. En octobre, Iachine est élu président du conseil municipal de l'arrondissement Krasnosselski. En juillet 2021, il annonce sa démission du poste de président du conseil — tout en conservant sa fonction de député — afin que la pression politico-judiciaire à son encontre ne nuise pas à l'arrondissement.

### Engagements politiques
Jusqu'en 2008, Ilia Iachine est responsable du mouvement de jeunesse du parti Iabloko, et à ce titre prend la parole auprès des médias.
En septembre 2015, il se présente aux élections municipales pour la mairie de Kostroma.
Le 23 février 2016, malgré les pressions de la police et de partisans du pouvoir, il présente un rapport critiquant la politique du président de la Tchétchénie, Ramzan Kadyrov. Le rapport indique comment Kadyrov encourage la violence contre ses opposants, dénonce son style de vie luxueux, sa pratique de la corruption et la mise en place d'une milice dévouée. Il a également été coordinateur du mouvement Oborona (Défense en russe).

### Arrestation et emprisonnement en 2022
Dans le contexte de la guerre russo-ukrainienne et de l'invasion de l'Ukraine par la Russie en 2022, Ilia Iachine est arrêté le 28 juin 2022 et condamné à quinze jours de détention pour « désobéissance envers la police », accusation qu'il juge montée de toutes pièces. En effet il déclare : « Les vraies raisons de mon arrestation sont politiques, évidemment. Je suis un opposant, un député [municipal] indépendant, un critique du président Poutine et un adversaire de la guerre en Ukraine ». Une enquête criminelle est ouverte contre lui et, suivant les nouvelles lois introduites en Russie depuis le déclenchement du conflit, Iachine risque quinze années de prison, pour « diffusion de fausses informations » relatives à l'armée russe.
Le 13 juillet 2022, un tribunal de Moscou le place en détention provisoire : il restera en prison jusqu’au 12 septembre au moins, a annoncé le tribunal, accédant à la requête du procureur, a constaté l’AFP. « N’ayez pas peur de ces vauriens, la Russie sera libre ! », crie l’opposant dans la salle d’audience après l’annonce de son placement en détention provisoire.
Le 22 juillet 2022, le ministère de la Justice de la fédération de Russie inscrit Ilia Iachine sur la liste des « agents étrangers ».
Par l’intermédiaire de ses avocats, il répond à des questions du Monde : « Je suis convaincu qu’il n’y a pas d’alternative à la résistance non violente en Russie. Les gens doivent comprendre que, contrairement au gouvernement actuel, nous sommes une force pacifique, nous préservons les vies humaines et essayons d’éviter la guerre civile. Une résistance ferme n’est pas forcément synonyme de violence ».
Le 23 novembre 2022 débute le procès d'Ilia Iachine, accusé d'avoir « diffusé de fausses informations » sur l'armée russe avec « incitation à la haine », un chef d'inculpation passible de dix ans de prison,. Le 5 décembre 2022, le procureur lui reproche d’avoir dénoncé lors d’une intervention en direct sur YouTube « le meurtre de civils » dans la ville ukrainienne de Boutcha, où l’armée russe est accusée d’exactions, ce que nie Moscou, et il requiert une peine de neuf ans de privation de liberté, officiellement pour  « diffusion de fausses informations » et « incitation à la haine »,. Le 9 décembre 2022, il accueille sa condamnation avec le sourire : « Huit ans et six mois de prison... Les auteurs de ce verdict sont optimistes quant aux perspectives de Vladimir Poutine. À mon avis, trop optimiste ». C’est, à ce jour, la peine la plus sévère pour « discrédit de l'armée ». Jusqu’à cette date, 122 personnes ont été mises en accusation pour ce délit dont quinze ont été jugées et condamnées à des peines très variables. Le 19 avril 2023, une cour d'appel russe confirme la peine de 8 ans et demi de prison prononcée en décembre 2022.

### Libération en 2024
Le 1er août 2024, il est libéré par la Russie lors d'un échange de prisonniers qui a lieu en Turquie. Sont également échangés Evan Gershkovich, Alsu Kourmasheva, Paul Whelan, mais aussi les opposants politiques Oleg Orlov et Vladimir Kara-Mourza, Alexandra Skotchilenko, Ksenia Fadeïeva, Andrei Pivovarov, Dieter Voronin, Kevin Leak, German Moizhes et Vadim Ostanine,.
En conférence de presse, Ilia Iachine déclare : « Je me suis battu consciemment pour le droit de rester en Russie. Je considère ce qui s’est passé non pas comme un échange, mais comme une expulsion illégale du pays contre ma volonté. […] Nous ne devons pas exiger des échanges, mais rechercher une amnistie politique à grande échelle. Mais pour que cela se produise, il faut que la guerre en Ukraine prenne fin. » Il estime que la voix des opposants porte plus si elle s’exprime en Russie « et non depuis un café parisien.»